# دارين تشيسمان
دارين تشيسمان هو نقابي وسياسي نيوزيلندي وأسترالي، ولد في 8 يونيو 1976 في كرايستشرش في نيوزيلندا. نشط حزبياً في حزب العمال الأسترالي. وقد انتخب عضو الجمعية التشريعية  في فيكتوريا ‏ عن دائرة Electoral district of South Barwon ‏ وقد انضم خلال فترته النيابية (24 نوفمبر 2018 – ) للكتلة البرلمانية حزب العمال الأسترالي وانتخب عضو مجلس النواب الأسترالي ‏ عن دائرة كورانجاميت ‏ وقد انضم خلال فترته النيابية (24 نوفمبر 2007 – 7 سبتمبر 2013) للكتلة البرلمانية حزب العمال الأسترالي.